# Suds
Suds is een stomme film uit 1920 onder regie van John Francis Dillon. De film is gebaseerd op een toneelstuk van Richard Bryce en Frederick Fenn.

## Verhaal
Amanda Afflick is een wasvrouw uit de middenklasse die smoorverliefd wordt op een beroemde en rijke man. Ze fantaseert constant over hem, maar realiseert zich niet dat ze misschien beter past bij een andere man...

## Rolverdeling
| Acteur         | Personage                       |
| -------------- | ------------------------------- |
| Mary Pickford  | Amanda Afflick                  |
| Albert Austin  | Horace Greensmith               |
| Harold Goodwin | Benjamin Pillsbury Jones        |
| Rose Dione     | Madame Jeanne Gallifilet Didier |